# (11549) 1992 YY
(11549) 1992 YY là một tiểu hành tinh vành đai chính. Nó được phát hiện bởi Akira Natori và Takeshi Urata ở Trạm quan sát JCPM Yakiimo ở Shimizu, Shizuoka, Nhật Bản, ngày 25 tháng 12 năm 1992.